# 金基龍
金基龍（韓語：김기룡，1940年3月28日—2017年3月30日），北韓政治人物，官至朝鮮勞動黨中央委員會委員、前《勞動新聞》責任主編和最高人民會議代議員。

## 生平
金基龍出生於兩江道的惠山市，後在金日成綜合大學畢業。1965年，他在朝鮮勞動黨機關報《勞動新聞》當記者。1985年，他晉升為評論員。1988年，成為出版指導局第一副局長。翌年，被提拔為朝鮮中央通信社社長，並被任命為國家保衛局的委員。1990年，他在最高人民會議選舉中當選為代議員。
1991年，金基龍入選黨中央委員會的候補委員名單中。在隨後的一年，升格為黨中央委員。1994年，時任最高領導人金日成離世，金基龍被繼任人金正日列為治喪委員會成員。翌年，他獲金日成勳章。2000年，他留任為朝鮮中央通信社社長。2003年，再度當選為最高人民會議代議員。2009年，再次連任，並卸任朝鮮中央通信社社長一職。
2010年，金龍基接替金仲狹出任《勞動新聞》的責任主編，後又以社長身份到訪中國，與《人民日報》的社長張研農會見。次年，金正日離世，金龍基被繼任人金正恩納為治喪委員會的成員之一。2012年，他得金正日勳章。2013年，他被罷免為勞動新聞責任主編，接替者是尹禹哲。

## 資料來源
1. ↑  .   [2017-04-03]. （原始内容存档于2017-04-03）.
2. 1 2 3 4 5 6 7 8  .   [2014-02-08]. （原始内容存档于2016-03-06）.
3. 1 2 3  .   [2014-02-08]. （原始内容存档于2019-07-01）.
4. ↑  "人民日報社社長張研農會見朝鮮勞動新聞總編輯金基龍" 《人民網》 2010 11 5